# ويليام بندي
كان وليام بوتنام «بيل» بوندي (24 سبتمبر 1917 - 6 أكتوبر 2000) محامياً وخبيراً في المخابرات الأمريكية، كما كان محللاً لدى وكالة المخابرات المركزية. عمل بوندي مستشارا للشؤون الخارجية لكلٍ من الرئيسين جون كينيدي وليندون جونسون. كان له أدوار رئيسية في التخطيط لحرب فيتنام، حيث عمل كنائبٍ لبول نيتز في عهد كينيدي ومساعداً لوزير الخارجية لشئون شرق آسيا والمحيط الهادئ في عهد الرئيس جونسون.
بعد تركه الخدمة الحكومية في عام 1969، عمل بوندي كمؤرخٍ للشؤون الخارجية، حيث عمل كمدرسٍ في معهد ماساتشوستس للتكنولوجيا وفي جامعة برينستون، من عام 1972 حتى وفاته. يعتبر كتابه «شبكة متشابكة: صنع السياسة الخارجية في عهد رئاسة نيكسون» (1998) من أهم أعماله.

## بداية حياته
ولد بوندي في عام 1917 ونشأ في بوسطن، ماساتشوستس، وجاء من عائلة ذات تاريخٍ طويل في المشاركة السياسية في الحزب الجمهوري. شغل والده هارفي هوليستر بوندي منصب مساعد وزير الخارجية للعقيد هنري ل. ستيمسون ابتداءً من عام 1931، وبعد ذلك أصبح مساعداً خاصاً له في الشؤون الذرية عندما كان ستيمسون وزيراً للحرب في عهد الرئيس فرانكلين د. روزفلت. ساهم بوندي بوصفه دبلوماسياً في تنفيذ مشروع مارشال. نشأ بيل في عائلة ذات إنجازات كبيرة، ومثقفة للغاية، مع شقيقه مكجيوردي بندي الذي كان أصغر منه بعامين.
بعد التحاقه بكلية جروتون وجامعة ييل (حيث كان من أوائل رؤساء اتحاد ييل السياسي وعضو في جمعية الجمجمة والعظام)، التحق بوندي بكلية الحقوق في جامعة هارفارد. خلال الحرب العالمية الثانية، غادر للانضمام إلى فيلق إشارة الجيش.

## حياته المهنية
بعد تخرجه من كلية الحقوق في عام 1947، انضم بوندي إلى مكتب كوفينجتون وبرلنج للمحاماة في واشنطن. أثناء وجوده هناك، ساهم في صندوق دفاع ألجير هييس في قضية هيس تشامبرز. في عام 1953، استشهد السناتور جوزيف مكارثي بمساهمته البالغة 400 دولار. أوضح بوندي أنّ دونالد هيس، شقيق ألجير، عمل معه في كوفينجتون وبيرلينج. دافع عنه ألن دالاس ونائب الرئيس ريتشارد م. نيكسون، مما أدى لإسقاط القضية. (شغل والد بوندي، هارفي هوليستر بوندي الأب، منصب مدير مجلس الإدارة في مؤسسة كارنيغي للسلام الدولي من 1953 إلى 1958،  بعد وقتٍ ليس بطويل من تولي هيس منصب الرئيس من 1946 إلى 1949.)
في أوائل الخمسينيات من القرن الماضي، تم تعيين بوندي في وكالة الاستخبارات المركزية، حيث عمل كمحللٍ ورئيس هيئة موظفي مكتب التقديرات الوطنية. في عام 1960، أخذ بوندي إجازة من وكالة المخابرات المركزية للعمل كمدير لموظفي لجنة أيزنهاور للأهداف الوطنية. خلال عهد الرئيس كينيدي، كان نائباً لمساعد وزير شؤون الأمن الدولي بول نيتز وعمل أيضاً مع وزير البحرية. خلال جزءٍ كبيرٍ من عهد الرئيس ليندون جونسون، كان مساعد وزير الخارجية لشؤون شرق آسيا والمحيط الهادئ.
استمر بوندي في العمل كمستشار لفيتنام بعد انتخاب الرئيس ريتشارد نيكسون، لكنه استقال من الحكومة في عام 1969. انتقل بوندي إلى العمل في الأوساط الأكاديمية، حيث عمل كمدرسٍ في معهد ماساتشوستس للتكنولوجيا (MIT). في عام 1972، انتقل إلى جامعة برينستون، حيث شغل منصب أستاذ لبقية حياته. قام بالعمل كمحررٍ في المجلة المؤثرة، الشؤون الخارجية، التابعة لمجلس العلاقات الخارجية من عام 1972 إلى عام 1984، وكان أيضاً عضواً في المجلس. ورفض عرضاً قدمه مدير المجلس، ديفيد روكفلر، ليكون رئيس المجلس.
كما التحق شقيقه، ماكجيري بوندي (1919-1996)، بجامعة ييل، وكان عضواً في جمعية الجمجمة والعظام. بعد مشاركته في الاستخبارات ومجلس العلاقات الخارجية، شغل منصب مستشار الأمن القومي لكل من إدارتي كينيدي وجونسون من 1961 إلى 1966.
كان بيل بوندي إلى حد ما على يسار شقيقه من الناحية السياسية، وكان خصما قوياً لجوزيف مكارثي. كان يعتبر أيضاً أحد أعضاء الإدارة الأكثر تشاؤماً ودعوةً للسلام فيما يخص حرب فيتنام، وكان مستشاراً لثلاثة رؤساء. في عام 1989، أقر بالتعقيد الذي اتسمت به عملية اتخاذ القرار الخاصة بالرؤساء، قائلاً: «باختصار، شعوري الحالي هو أنّ ذلك كان مأساةً تنتظر حدوثها، لكن الأمر زاد سوءاً بسبب الأخطاء التي لا حصر لها على طول الطريق، والتي كنت جزءً من العديد منها.»
شغل بوندي منصب الأمين العام الفخري الأمريكي لاجتماعات بيلدربيرج من عام 1975 إلى عام 1980.
كان عمل بوندي الأكثر شهرة هو كتاب «شبكة متشابكة: صنع السياسة الخارجية في عهد رئاسة نيكسون» (1998). كما أنّ أوراقه محفوظة في مكتبة سيلي جي مود بجامعة برينستون.

## حياته الشخصية ووفاته
تزوج بيل بوندي من ماري أتشيسون، ابنة وزير الخارجية دين أتشيسون في عهد الرئيس ترومان وزوجته أليس. أنجب بيل وماري ثلاثة أطفال، مايكل، كريستوفر، وكارول.
في 6 أكتوبر 2000، توفي ويليام بوتنام بوندي في منزله في برينستون في ولاية نيوجيرسي عن عمر يناهز 83 عاماً بسبب مشكلة في القلب.

## وصلات خارجية
- ويليام بندي على موقع مونزينجر (الألمانية)
- ويليام بندي على موقع إن إن دي بي (الإنجليزية)